# 356年
| 千纪： | 1千纪                                                                                           |
| 世纪： | 3世纪 \| 4世纪 \| 5世纪                                                                         |
| 年代： | 320年代 \| 330年代 \| 340年代 \| 350年代 \| 360年代 \| 370年代 \| 380年代                       |
| 年份： | 351年 \| 352年 \| 353年 \| 354年 \| 355年 \| 356年 \| 357年 \| 358年 \| 359年 \| 360年 \| 361年 |
| 纪年： | 丙辰年（龙年）；东晋永和十二年；前凉建兴四十四年；代国建国十九年；前秦寿光二年；前燕元玺五年    |

## 大事记
- 中國
  - 桓溫第二次北伐，收復洛陽以及司、兗、青、豫四州，旋又失去，留穎川太守毛穆之、河南太守戴施等守護洛陽，自己則領三千多家歸降的人民南遷至長江、漢水一帶，返回荊州。

## 逝世
- 殷浩，東晉時期政治人物。
- 謝尚，豫章太守谢鲲子，东晋太傅谢安从兄。